# Avarız
L'avarız era una tassa di proprietà nell'Impero ottomano, un'imposta annuale sui contanti pagata dalle famiglie registrate in un defter (registro). Si configurava come un'imposta straordinaria dovuta in tempi di guerra.

## Storia
All'inizio della storia ottomana, lo stato dipendeva dal sistema timar delle quote feudali. Nel tempo, tuttavia, soprattutto per via della necessità di assumere soldati professionisti piuttosto che contadini che assolvessero un obbligo militare feudale, venne posta maggiore enfasi alle tasse in contanti e l'avarız prese il posto del sistema timar. L'avarız fu avviato alla fine del XV secolo.
Inizialmente, il nüzül era visto come un'alternativa all'avarız; il nuzul era (in linea di principio) un pagamento in cibo, in natura. In tempo di guerra, ai villaggi poteva essere richiesto di fornire cibo ai punti di rifornimento dell'esercito, o poteva essere richiesto di fornire contanti, ma mai entrambi. Nel corso del tempo, questo rapporto cambiò ed entrambi i pagamenti potevano essere richiesti (sebbene il nüzül divenne anche una tassa sui contanti).
Sopravvivono registri fiscali ottomani dettagliati che mostrano i livelli e i i particolari della tassazione nelle diverse province. Sebbene il carico fiscale fosse molto variabile, il nüzül e l'avarız erano tasse molto importanti nel XVII secolo, ad esempio, rappresentavano il 58% di tutte le entrate fiscali a Manastir nel 1621-1622, ma nel XVIII secolo la loro importanza diminuì, e il denaro veniva raccolto al più attraverso altre tasse. Tecnicamente i registri contavano le proprietà e non le persone. A Damasco un registro urbano documentava ogni abitazione in città e persino lo stato della proprietà ma identificava anche i proprietari che erano quelli soggetti a tassazione.
Un avarızhane era una famiglia definita ai fini fiscali. Inizialmente, essa era equivalente a un gercekhane (ovvero una vera famiglia), ma nel tempo i contribuenti furono aggregati in gruppi più grandi: nel XVII secolo, un avarızhane poteva includere diverse famiglie, o gercekhane.
L'avarız poteva essere raccolto attraverso un Iltizam (un appalto ottomano delle imposte). 

## L'avarız comecategoriadi tasse
Il nome "avarız" era anche utilizzato come termine generico per le tasse in contanti riscosse dal governo centrale, ossia l'avarız-i divaniye. Il termine in seguito venne utilizzato per una tassa specifica.

## Difficoltà ed esenzioni
A volte il carico fiscale poteva essere pesante e provocava ribellioni. Alcuni waqf (fondazioni) furono istituiti per aiutare le comunità a pagare i loro obblighi annuali del nüzül e dell'avarız.
L'Impero ottomano aveva un complesso sistema di esenzioni fiscali e l'avarız non fece eccezione. Vari gruppi erano esentati dall'avarız sulla base della discendenza, del servizio pubblico offerto dalle professioni privilegiate e a volte, dell'eccezionale inabilità di pagamento da parte di un distretto (ad esempio, se il distretto aveva già pagato pesantemente altre tasse o era stato devastato dalla guerra). L'esenzione più comune era per i villaggi ai quali venivano assegnati a compiti di guardia.